# Avance sur recettes
L'avance sur recettes est une aide financière délivrée par le Centre national du cinéma et de l'image animée (CNC) à des projets de longs-métrages de nationalité française, ou de nationalité majoritairement française. Créée en 1959 par André Malraux, elle est l'un des maillons essentiels de la politique culturelle française en matière de cinéma. 
Créée pour encourager l'émergence de nouveaux réalisateurs et soutenir le cinéma indépendant, cette aide n’est pas financée par l’impôt, contrairement à une idée reçue, mais par un système de taxes sur la vente des billets de cinéma dans les salles de cinéma françaises, sur les chaînes de télévision et les plateformes de streaming, ainsi que sur divers supports audiovisuels numériques. Cette somme doit être remboursée si le film est bénéficiaire,,.

## Présentation
Le système d'avance sur recettes a été créée par André Malraux, alors ministre des Affaires culturelles, par deux décrets datant de juin 1959. Symbole de l'exception culturelle française,, elle est destinée à encourager la création dans le domaine cinématographique et à soutenir des projets originaux et de qualité, dont on considère qu'ils ont peu de chance de profiter de financements classiques et/ou élevés de la part d'autres acteurs économiques. L'avance sur recette est accordée après avis d'une commission (un comité de lecture), où siègent des personnalités du secteur (réalisateurs, scénaristes, producteurs, techniciens). Il existe trois collèges : l'un s'occupe des premiers longs-métrages, l'autre des films dont le réalisateur a déjà au moins un long-métrage à son actif, et le dernier collège juge les films après leur réalisation. Chaque commission est composée d'un président, de trois vice-présidents et de vingt-cinq membres et suppléants.
Le total des aides accordées par l'avance sur recette s'élève à 29 millions d’euros par an. Une soixantaine de films en bénéficie chaque année. Un film ayant obtenu cette aide reçoit en moyenne 500 000 €. L'enveloppe maximale accordée à un film est de 700.000 €[réf. nécessaire] (un montant supérieur est possible dans les cas exceptionnels).
L'enveloppe provient de 3 taxes : la première est prélevée sur la vente des billets dans les salles de cinéma (TSA), la deuxième est versée par les diffuseurs TV (TST) et la dernière provient du marché vidéo, représentant respectivement en 2009 120, 390 et 29 millions d'euros.

## Historique
La création de l’avance sur recettes par deux décrets en 1959 est une des premières actions du Ministère de la Culture dirigé par André Malraux. Elle repose initialement sur quelques principes : l’inclusion de toutes les branches du cinéma, la contribution de l’ensemble des films sortis en France, dont les films étrangers, au fonds de soutien et donc au financement du cinéma français, et l’aide apportée dès la conception du film. Dans les années 1960, la commission de l’avance sur recettes est constituée de personnalités diverses, dont des figures du monde littéraire, comme Julien Gracq, Dominique Aury, Maurice Pons ou Edgar Morin.
Pierre Moinot, ancien conseiller d’André Malraux, évoque la lutte que livrait la commission du CNC avec la censure qui régnait alors : « Nous eûmes à lutter pour notre budget, contre la commission de censure dépendant d’un autre ministère, contre nos propres erreurs que soulignait un film manqué. Dans l’ensemble, l’avance rajeunit le cinéma français, contribua dès le début à son développement et lui permit certaines audaces qui firent école. »

### Chronologie
- 1959 : les décrets du 16 juin et du 30 septembre 1959 créent un mécanisme de soutien automatique à la production cinématographique et un système d'aides sélectives fondé sur l'appréciation d'une commission.

- 1960 : premières attributions d'avances sur recettes pour des demandes présentées par des sociétés de production.
- 1963 : ouverture de la candidature aux auteurs et réalisateurs sans producteurs.
- 1967 : la procédure d'attribution distingue désormais la phase "artistique" de la phase "financière".
- 1969 : la commission devient autonome, avec la nomination d'un président.
- 1975 : séparation de la commission en deux collèges.
- 1977 : retour à une commission unique.
- 1983 : nouvelle séparation de la commission en deux collèges : le premier pour les projets de premiers longs métrages, et le second pour les autres projets.
- 1985 : le premier collège s'étend aux projets de deuxièmes longs métrages.
- 1995 : création d'un troisième collège pour les demandes d'avances après réalisation.

## Analyse
En 2013, la Cour des comptes se penche sur le système de l'avance sur recettes (28,2 millions d'euros en 2012). Parmi diverses critiques, elle note que l’avance sur recettes «  n’est presque jamais remboursée  ». Elle précise ainsi qu'«  entre 2002 et 2012, le montant moyen remboursé est de 5,2% ».

## Films aidés
De nombreux films ont bénéficié de l'avance sur recettes depuis sa création, qui a largement contribué à l'essor du cinéma d'auteur en France et au maintien d'une cinématographie nationale forte. En 2007, on estimait que l’avance sur recettes avait contribué à la production de plus de 2000 films depuis sa mise en place en 1960.
L'avance sur recettes a contribué à faire émerger et accompagner le cinéma de figures importantes du cinéma indépendant : dans les années 1960, Alain Resnais, Jean-Luc Godard, François Truffaut, Eric Rohmer, Claude Chabrol ou Agnès Varda pour la Nouvelle Vague, mais aussi Jacques Tati, Jean-Pierre Melville, Jean Rouch ou Jacques Demy. Dans les années 1970 et 1980, ce sont des cinéastes tels que Jean-Daniel Pollet, Philippe Garrel, Maurice Pialat, Claude Lanzmann, Chris Marker, Paul Vecchiali, Alain Cavalier, Alain Tanner, Bertrand Tavernier, Volker Schlöndorff, Leos Carax, Otar Iosseliani, Robert Guédiguian, Raoul Ruiz, Claude Berri ou Jean-Jacques Beinex qui en bénéficient. Plus récemment, ce soutien a été apporté, entre autres, aux films de Benoît Jacquot, Olivier Assayas, Nicolas Philibert, Jacques Audiard, Noémie Lvovsky, Emmanuelle Bercot, Arnaud Desplechin ou Bertrand Bonello.[réf. nécessaire]

### Liste non exhaustive de films ayant bénéficié de l'avance sur recettes entre 1960 et 2004
La date indiquée entre parenthèses est celle de la signature des conventions entre les producteurs et le CNC :
- L'Année dernière à Marienbad d’Alain Resnais (1960)
- Chronique d'un été de Jean Rouch (1960)
- Une Aussi longue absence  Henri Colpi (1960)
- Austerlitz d'Abel Gance (1960)
- Les Bonnes Femmes de Claude Chabrol (1960)
- Le Passage du Rhin d' André Cayatte (1960)
- Le Trou  de Jacques Becker (1960)
- Adorable menteuse de Michel Deville (1961)
- Cléo de 5 à 7 d’Agnès Varda (1961)
- Playtime de Jacques Tati (1961)
- La guerre des boutons de  Yves Robert (1961)
- Léon Morin, prêtre  de Jean-Pierre Melville (1961)
- Lola de Jacques Demy (1961)
- Jules et Jim de François Truffaut (1962)
- Le Caporal épinglé de Jean Renoir (1962)
- Thérèse Desqueyroux de Georges Franju (1962)
- Les Parapluies de Cherbourg de Jacques Demy (1963)
- Les Tontons flingueurs de Georges Lautner (1963)
- Cent mille dollars au soleil  de Henri Verneuil (1964)
- Le Journal d’une femme de chambre de Luis Buñuel (1964)
- L'Arme à gauche de Claude Sautet (1965)
- Pierrot le Fou de Jean-Luc Godard (1965)
- La Collectionneuse  de Éric Rohmer (1966)
- Belle de jour de Luis Buñuel (1966)
- Les Demoiselles de Rochefort de Jacques Demy (1966)
- L'Une et l’autre de René Allio (1967)
- Vivre pour vivre de Claude Lelouch (1967)
- L'enfance nue  de Maurice Pialat (1968)
- L'Armée des ombres de Jean-Pierre Melville (1969)
- Ma nuit chez Maud d’Eric Rohmer (1969)
- Les Mariés de l’an II de Jean-Paul Rappeneau (1970)
- Avoir 20 ans dans les Aurès de René Vautier (1971)
- L'attentat de Yves Boisset (1972)
- Les valseuses de Bertrand Blier (1973)
- Céline et Julie vont en bateau de Jacques Rivette (1974)
- India Song de Marguerite Duras (1974)
- La Maman et la Putain et Mes petites amoureuses de Jean Eustache (1974)
- Moi, Pierre Rivière, ayant égorgé ma mère, ma sœur et mon frère... de René Allio (1975)
- Le Roi et l'oiseau de Paul Grimault (1977)
- Shoah de Claude Lanzmann (1979)
- Coup de torchon de Bertrand Tavernier (1981)
- L’Argent de Robert Bresson (1981)
- L’Homme blessé de Patrice Chéreau (1982)
- Pauline à la plage d’Eric Rohmer (1982)
- Boy Meets Girl de Leos Carax (1983)
- À nos amours de Maurice Pialat (1984)
- Subway de Luc Besson (1984)
- L'Affaire des divisions Morituri de François-Jacques Ossang (1985)
- L'Effrontée de Claude Miller (1985)
- Golden Eighties de Chantal Akerman (1985)
- Manon des sources de Claude Berri (1985)
- Thérèse d’Alain Cavalier (1985)
- 37°2 le matin de Jean-Jacques Beinex (1985)
- Trois hommes et un couffin de Coline Serreau (1985)
- Sous le soleil de Satan de Maurice Pialat (1986)
- Au revoir les enfants de Louis Malle (1987)
- La Vie est un long fleuve tranquille d’Étienne Chatiliez (1987)
- La Gloire de mon père et Le Château de ma mère d’Yves Robert (1989)
- Noce Blanche de Jean-Claude Brisseau (1989)
- La Belle noiseuse de Jacques Rivette (1990)
- S'en fout la mort de Claire Denis (1990)
- Les Nuits fauves de Cyril Collard (1991)
- Tous les matins du monde d’Alain Corneau (1991)
- Trois couleurs : bleu de Krysztof Kieslowski (1992)
- Délits flagrants de Raymond Depardon (1993)
- Les Gens normaux n'ont rien d'exceptionnel de Laurence Ferreira-Barbosa (1993)
- Regarde les hommes tomber de Jacques Audiard (1993)
- La Reine Margot de Patrice Chéreau (1993)
- Bye Bye de Karim Dridi (1994)
- Comment je me suis disputé… (ma vie sexuelle) d’Arnaud Desplechin (1994)
- Le Hussard sur le toit de Jean-Paul Rappeneau (1994)
- Kirikou et la sorcière de Michel Ocelot (1994)
- La Cérémonie de Claude Chabrol (1995)
- En avoir (ou pas) de Laetitia Masson (1995)
- Y aura-t-il de la neige à Noël ? de Sandrine Veysset (1995)
- Gadjo Dilo de Tony Gatlif (1996)
- Jeanne et le garçon formidable de Olivier Ducastel et Jacques Martineau (1997)
- Haut les cœurs ! de Solveig Anspach (1998)
- Rosetta des frères Dardenne (1998)
- Vénus beauté (institut) de Tony Marshall (1998)
- La vie ne me fait pas peur de Noémie Lvovsky (1998)
- L'Afrance d’Alain Gomis (2000)
- La Pianiste de Michael Haneke (2000)
- Les Triplettes de Belleville de Sylvain Chomet (2000)
- Huit femmes de François Ozon (2001)
- Quand la mer monte… de Yolande Moreau (2003)
- Rois et Reine d’Arnaud Desplechin (2003)

## Controverses
Les avis délivrés lors de ces commissions sont suivis de près par les professionnels du cinéma. Les enjeux sont importants, car le choix d'accorder ou non l'avance sur recette à un projet conditionne pour beaucoup son existence. Le financement des premiers films dépend en grande partie de cette aide, puisqu'elle détermine bien souvent l'engagement ou non des diffuseurs TV, des distributeurs et des autres aides,.

### Choix des films
En 1995, l'avance sur recette est refusée à La Haine de Mathieu Kassovitz (film en noir et blanc au sujet difficile, sans vedette et signé d'un jeune réalisateur) à qui sera attribué quelques mois plus tard le César du meilleur film et le prix de la mise en scène au Festival de Cannes. Dix ans plus tard, beaucoup de cinéastes s'émeuvent que Les Amants réguliers de Philippe Garrel ou que des projets signés d'Alain Resnais et de Jacques Rivette n'aient pas obtenu l'avance sur recette.[réf. nécessaire] En 1997, le film Le Jour et la Nuit de Bernard-Henri Lévy bénéficie de 3,5 millions de francs de la commission des Avance sur recettes, dont le président est le même Bernard-Henri Lévy.
Dans Le Parisien, un membre de la commission, resté anonyme, conteste en 2010, les 500 000 euros remis au premier film de Fanny Ardant, Cendres et sang. De nombreux réalisateurs et syndicalistes du milieu estiment injuste la manière dont est accordée l’avance sur recettes. Le cinéaste Paul Vecchiali, quant à lui, regrette que le choix des films retenus ne se fasse pas sur « le seul scénario, à l'aveugle, sur la seule qualité littéraire du travail ». Ayant souvent échoué à obtenir l'avance sur recettes, le cinéaste réalisera À vot'bon cœur, une farce musicale où les membres du comité sont assassinés les uns après les autres.
Le cinéaste Bruno Dumont dénonce la frilosité des choix, contraire aux principes même de l'aide. En 2012, le producteur Thomas Langmann se plaint que The Artist, qu'il a produit, n'ait pas obtenu l'avance sur recettes alors que de nombreux aspects le désignaient comme aisément éligible : exercice de style muet et en noir et blanc, production par une société indépendante (La Petite Reine), film a priori destiné aux seuls cinéphiles, et par conséquent au potentiel commercial assez fragile, etc.

### Constitution des commissions
La nomination des membres de la commission fait souvent l'objet de débats : certains regrettent que ces jurés ne soient pas plus diversifiés. Le cinéaste Jean-Paul Salomé, qui a été membre de la commission de l'avance sur recettes, reconnaît l'utilité de ces aides mais juge avec sévérité le système de camaraderie et de favoritisme qui influe sur la prise de décision : « Tout se complique lorsqu’arrive un projet porté par un auteur de renom, dont le scénario se révèle nettement moins réussi que ses œuvres précédentes. Il n’est pas facile de l’éliminer. Ces réalisateurs ont souvent de bons défenseurs dans les jurys, car ils connaissent beaucoup de monde, avec qui ils ont eu l’occasion de travailler sur les plateaux, en tant que comédiens, techniciens ou producteurs… Cela finit par être un monde en vase clos (...) Car on assiste souvent à des bizarreries : certains réalisateurs ont systématiquement l’avance sur recettes, trois ou quatre fois de suite. C’est trop, ils prennent la place de jeunes talents ». Jean-Paul Salomé a cependant bénéficié de l'avance sur recettes pour Je fais le mort, long métrage sorti en 2013.
Le choix de donner la présidence de l'avance sur recettes à des personnalités quelquefois extérieures au cinéma, ainsi que la supposée impartialité de leurs décisions font débat. En 1991, le travail de Bernard-Henri Lévy à la tête des commissions est contesté par diverses personnalités.

### Montants accordés
L'enveloppe accordée à un long-métrage n'a pas augmenté depuis une quinzaine d'années, alors qu'il est de plus en plus cher de faire un film de fiction commercialement viable (le budget d'un film dit "moyen" a presque doublé en vingt ans). Le montant de cette aide, ajoutée au fait que son obtention n'est plus forcément gage de qualité, ne permet plus de convaincre les producteurs, diffuseurs ou distributeurs de financer le projet.
En 2004, le producteur Humbert Balsan regrettait un éparpillement des subventions : « L'avance sur recettes du CNC devrait doter beaucoup plus fortement certains films. Une grosse partie du financement des films est télévisuelle, et les chaînes publiques sont trop frileuses. Chacun des interlocuteurs d'un film exige des concessions différentes si bien que, souvent, la singularité des projets est un handicap. Plus il y a d'intervenants dans le montage financier d'un film, plus ses chances artistiques sont réduites, plus l'élan est brisé ».